# علیرضا پاکدل
علیرضا پاکدل (زادهٔ ۱۳۶۰ در مشهد) کاریکاتوریست و کارتونیست و طراح کارکتر، ایرانی است.
او برندهٔ چندین جایزه بزرگ معتبر جهانی است و تاکنون چندین نمایشگاه مستقل از آثارش برگزار شده‌است.
کاریکاتورهای پاکدل در سال ۲۰۲۰ با موضوع شیوع بیماری کرونا و تلاش پرستاران و کادر درمانی نیز با استقبال جهانی روبه‌رو شد.

## زندگی‌نامه
آغاز به کار در زمینه کاریکاتور از سال ۷۳ و همکاری با نشریات گل آقا وبچه‌ها گل آقا وکیهان کاریکاتور و هفته‌نامه توانا و هفته‌نامه طنز و کاریکاتور مشرقیه، روزنامه شهرآراوروزنامه جام جم وروزنامه همشهری، روزنامه اعتماد و روزنامه خبر، وب سایت خبری تحلیلی خبرآنلاین، روزنامه قدس و ماهنامه طنز و کاریکاتور بچه مشهد و ماهنامه طنز و کاریکاتور ستون آزاد و ماهنامه طنز خط خطی و ضمیمه فرهنگی هنری همشهری مسافر و عضو فعال حوزه هنری خراسان رضوی در بخش کاریکاتور و همکاری در برنامه‌های انیمیشن به عنوان طراح کاراکتر، عضو گروه کاریکاتور حفره و کارینگاه و همکاری با هفته‌نامه اتفاقیه بجنورد و همچنین برپایی نمایشگاه کارتون و کاریکاتور داخلی و بین‌المللی بعنوان طراح کاراکتر در برنامه‌های انیمیشن متعدد ازجمله انیمیشن‌های کوتاه تیر و رزق روزی و فصل پنجم، برپایی اولین نمایشگاه انفرادی کاریکاتور چهره با عنوان کارناوال چهره در مشهد۱۳۹۲
یکی از کسانی که توانسته بسیار خوب و عالی در زمینه کاریکاتور چهره نوآوری و خلاقیت به خرج دهد، علیرضا پاکدل است؛ هنرمندی که توانست با ارائه‌ای نو و خلاقانه، آثارش را به سبکی خاص و ویژه تبدیل کند.
وی تاکنون حدود ۳۰۰ کاریکاتور چهره کار کرده و در فضای مجازی، مطبوعات و جشنواره‌ها آن‌ها را عرضه کرده است که این آثار، بازخوردهای بسیار خوبی نیز به همراه داشته است. یکی از این بازخوردها، کسب جوایز معتبر از فستیوال‌های هنری بین‌المللی است.

### جوایز
- مقام دوم جشنواره تولیدات حوزه هنری استانها در بخش کاریکاتور سال ۱۳۸۷
- مقام سوم جشنواره سراسری کاریکاتور و پوستر با موضوع معلول معلولیت تهران سال ۱۳۸۷
- مقام اول جشنواره کاریکاتور با موضوع فضای سبز و پارکها مشهد سال ۱۳۸۸
- مقام دوم اولین جشنواره کاریکاتور سراسری فرهنگ شهروندی اصفهان سال ۱۳۸۸
- تقدیر شده در اولین جشنواره سراسری کاریکاتور هنر متعالی مشهد سال ۱۳۸۸
- تقدیرشده در جشنواره تصویر سال تهران ۱۳۸۸
- تقدیر شده در جشنواره بین‌المللی کاریکاتور بجنورد سال۱۳۸۹
- تقدیر شده در دهمین جشنواره بین‌المللی کاریکاتور تبریز سال ۱۳۸۹
- تقدیر شده در دومین جشنواره بین‌المللی کارتون رسانه‌های دیجیتال تهران سال ۱۳۸۹
- فینالیست جشنواره بین‌المللی کارتون بوستون ۲۰۱۰
- راه یافته به نمایشگاه جشنواره بین‌المللی کارتون دندانپزشکی روسیه ۲۰۰۸
- راه یافته به نمایشگاه دومین جشنواره بین‌المللی آموریستی آماروسیتیکا ایتالیا ۲۰۱۰
- نفر اول نخستین سالانه جشنواره بین‌المللی کاریکاتور شیراوژن سال ۸۹
- نفر سوم جشنواره سراسری کاریکاتور بوکان سال ۸۹
- تقدیر شده در جشنواره بین‌المللی کاریکاتور شهروندی تبریز سال ۸۹
- نفر دوم نخستین جشنواره سراسری کاریکاتور الیگودرز ۹۰
- جایزه طلای پنجمین دوره جشنواره بین‌المللی گربه خندان دون کیشوت بخش کاریکاتور چهره کشور آذربایجان ۲۰۱۲
- تقدیر شده در اولین مسابقه بین‌المللی کارتون بورس ۲۰۱۲
- جزو پنج نفر اول اولین جشنواره هنرهای تجسمی" بوم برکت" (شیراز) خرداد ۹۱
- نفر اول بخش کاریکاتور ششمین جشنواره بین‌المللی AYACC چین ۲۰۱۲
- دیپلم افتخار هشتمین جشنواره بین‌المللی کارتون لبخند طلایی بلگراد که با موضوع تنیس ۲۰۱۲
- کسب مقام اول نخستین جشنواره سراسری کارتون قاب امن ۱۳۹۱
- کسب جایزه ویژه از جشنواره بین‌المللی کارتون SINOP ترکیه ۲۰۱۲
- جایزه ویژه جشنواره سراسری کاریکاتور خشونت ساری ۱۳۹۱
- نفر سوم نخستین جشنواره سراسری کاریکاتور ساخت ایران تهران ۱۳۹۱
- نفر سوم نهمین جشنواره سراسری کاریکاتور بوکان اسفند ۱۳۹۱
- جایزه ویژه جشنواره بین‌المللی کاریکاتور چهره یوری کوزوبوکین ۲۰۱۳
- جایزه ویژه جایزه موفقیت جشنواره بین‌المللی کارتون رومانی ۲۰۱۳
- نفر اول "جشنواره بین‌المللی طنز آمازون برزیل ۲۰۱۳ در بخش کاریکاتور چهره
- نفر سوم اولین جشنواره فرهنگی هنری "طلای کثیف"اردیبهشت ۱۳۹۲
- جایزه ویژه چهل و یکمین جشنواره بین‌المللی اسکوپیه ۲۰۱۳
- جایزه سوم از جشنواره بین‌المللی کارتون "دن کیشوت" با موضوع کاریکاتور چهره کارتونیست فقید ترکیه)ÖKTEMER KÖKSAL ترکیه ۲۰۱۳
- عنوان کارتونیست برتر در نخستین جشنواره شهرآرا با عنوان (بام) همزمان با آغاز پنجمین بهار روزنامه شهرآرا سال ۱۳۹۲
- جایزه بزرگ اولین جشنواره سراسری کاریکاتور سبک زندگی ایران سنندج خرداد۱۳۹۲
- جایزه اول (جایزه بزرگ) چهارمین سالانه جشنواره کاریکاتور حوزهٔ هنری خراسان شمالی زندگی شیرین ۱۳۹۲
- جایزه ویژه از جشنواره بین‌المللی کارتون رندون کلمبیا در بخش کاریکاتور ۲۰۱۳
- جایزه دوم جشنواره سراسری فعالان بین‌المللی عرصه مجازی در بخش کارتون۱۳۹۲تهران
- چهره برتر هنری مشهد در سال ۱۳۹۲ به انتخاب سایت مشهد تریبون
- بهترین کاریکاتوریست چهره سال ۱۳۹۲ ایران به انتخاب انجمن کارتونیستهای تبریز
- مقام سوم شانزدهمین جشنواره بین‌المللی پورتو کارتون کشور پرتقال ۲۰۱۴ در بخش کاریکاتور چهره (آلوارو سیزا) یکی از معماران معتبر دنیا
- جایزه ویژه نخستین جشنواره فرهنگی هنری پروانه‌های امید تهران ۱۳۹۳
- جایزه ویژه دومین جشنواره بین‌المللی کارتون و کاریکاتور مجلهٔ کارتون بجنورد۱۳۹۳
- جایزه ویژه ۳۱مین جشنواره معتبر بین‌المللی کارتون آیدین دوغان ترکیه ۲۰۱۴
- داوری ۲ دوره جشنواره سراسری کارتون فرهنگی و هنری تلنگر مشهد ۹۲۹۳
- داوری بخش کارتون اولین جشنواره بین‌المللی کارتون و کاریکاتور مجلهٔ کارتون بجنورد ۱۳۹۱
- داوری بخش کاریکاتور ششمین جشنواره بین‌المللی هنرهای تجسمی فجر تهران۱۳۹۲
- داوری جشنواره بین‌المللی کارتون دن کیشوت ترکیه ۲۰۱۴